# Chloridolum scutellatum
Chloridolum scutellatum är en skalbaggsart som beskrevs av J. Linsley Gressitt 1939. Chloridolum scutellatum ingår i släktet Chloridolum och familjen långhorningar. Inga underarter finns listade i Catalogue of Life.